# Demétre Chiparus
Demetre Haralamb Chiparus, född 16 september 1886 i Dorohoi i Rumänien, död 22 januari 1947, var en art deco-skulptör som under större delen av sitt liv arbetade i Paris.
Demetre H. Chiparus föddes i Rumänien 1886 och flyttade före första världskriget till Paris där han studerade på Ecole des Beaux Arts och var även representerad på Parissalongen 1914. Chiparus var särskilt skicklig i kryselefantin-tekniken som använder en kombination av brons och elfenben för att skapa en dramatisk stiliserad skulptur. Han producerade de flesta av sina kända verk mellan 1914 och 1933 och intresserade sig särskilt för Sergej Djagilevs balettrupp Ballets Russes som utgör motiv för några av hans mest eftertraktade art deco-skulpturer. Andra motiv hämtades från det antika Egypten som hamnade i fokus för många franska kulturskapare i samband med utgrävningen av Farao Tutankhamons grav 1922. 
Demétre Chiparus dog i Paris 1947 då han drabbades av en stroke efter att ha återvänt från djurstudier vid djurparken i Vincennes. Han är begravd i Bagneux, strax söder om Paris. Chiparus är ihågkommen som en av de viktigaste skulpturörerna under art deco-eran.
Den största samlingen av Chiparus skulpturer finns idag i Art deco-museet i Moskva som har 120 originalskulpturer.

## Galleri

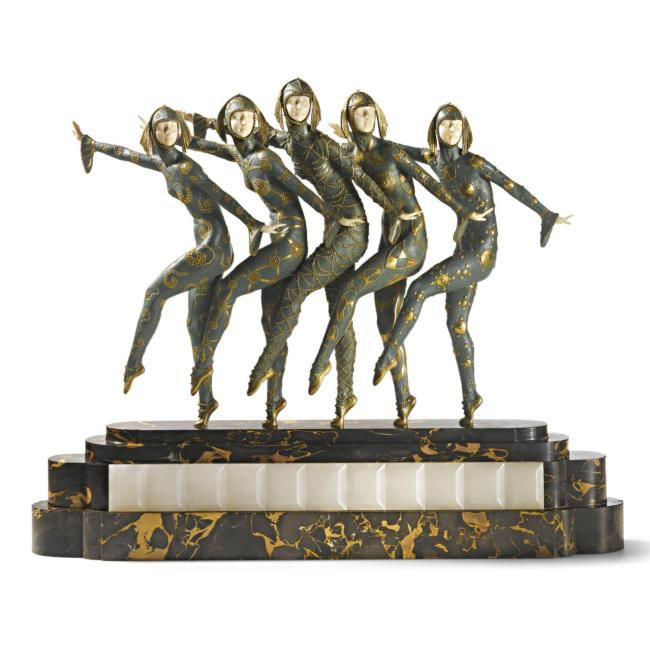
Les girls
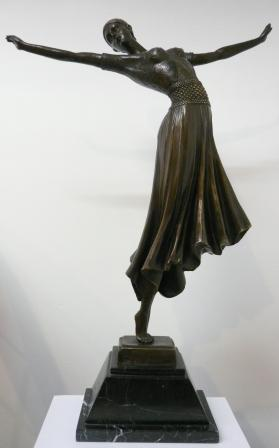
La danseuse
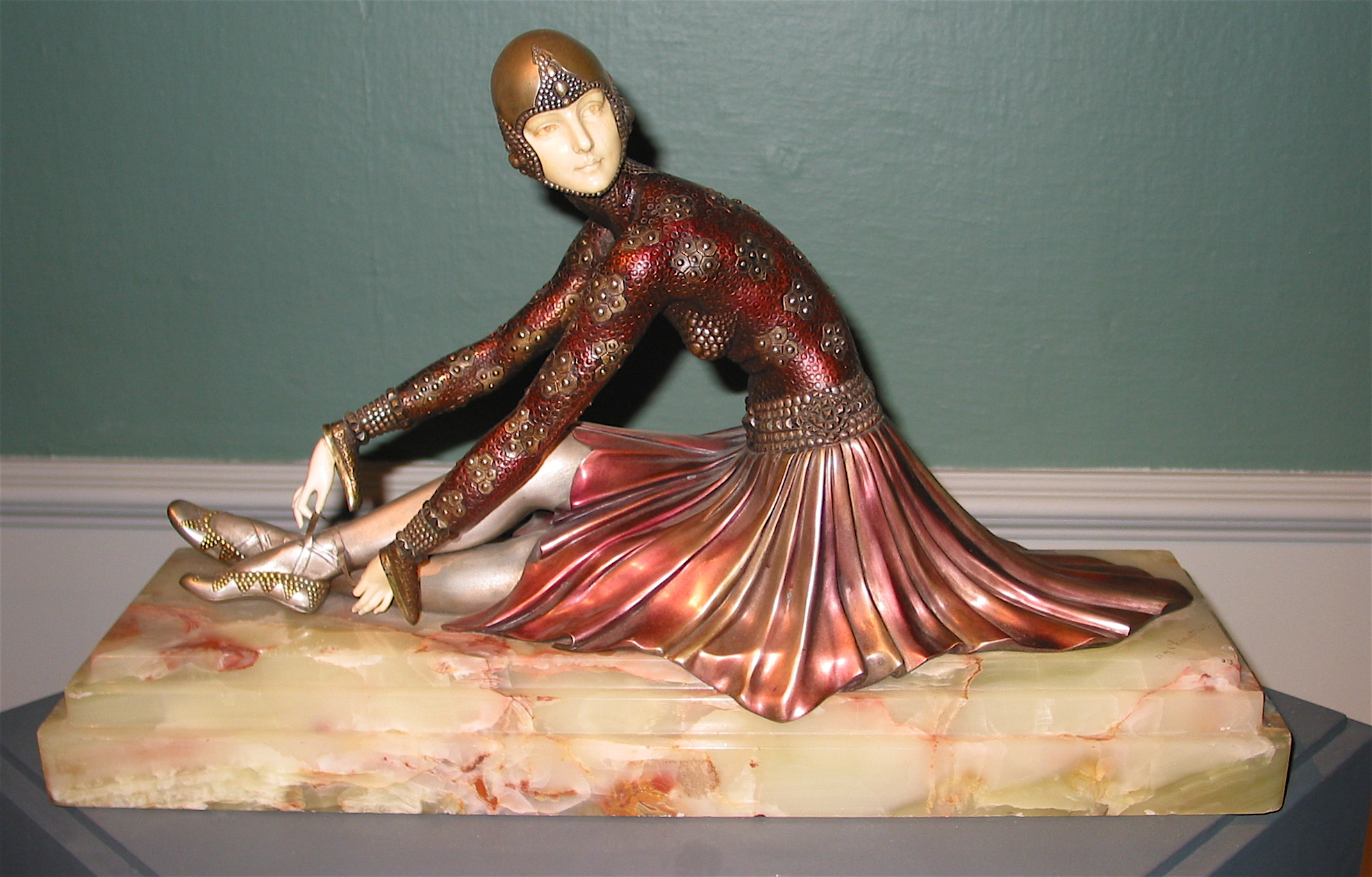
Tanara